# Polany (Kraskowo)
Polany (niem. Annafeld) – przysiółek wsi Kraskowo w Polsce położony w województwie warmińsko-mazurskim, w powiecie kętrzyńskim, w gminie Korsze.
W latach 1975–1998 przysiółek administracyjnie należał do województwa olsztyńskiego. 

## Historia
Miejscowość Polany powstała pod koniec XIX wieku przez wykupienie gruntów z pobliskiego Kraskowa po epidemii cholery w 1866 roku.
W roku 1913 właścicielem majątku ziemskiego o powierzchni 183 ha był tu Justus Patzig, później Paul Patzig i jego żona Elisabeth domu Guddas. Patzigowie mieszkali w niewielkim parterowym dworze.
Przed rokiem 1945 miejscowość należała do gminy Kraskowo.